# Municipio de Ricks
El municipio de Ricks (en inglés: Ricks Township) es un municipio ubicado en el condado de Christian en el estado estadounidense de Illinois. En el año 2010 tenía una población de 1223 habitantes y una densidad poblacional de 13,12 personas por km².

## Geografía
El municipio de Ricks se encuentra ubicado en las coordenadas 39°24′00″N 89°24′40″O / 39.40000, -89.41111. Según la Oficina del Censo de los Estados Unidos, el municipio tiene una superficie total de 93.21 km², de la cual 93,17 km² corresponden a tierra firme y (0,04 %) 0,04 km² es agua.

## Demografía
Según el censo de 2010, había 1223 personas residiendo en el municipio de Ricks. La densidad de población era de 13,12 hab./km². De los 1223 habitantes, el municipio de Ricks estaba compuesto por el 98,69 % blancos, el 0,49 % eran afroamericanos, el 0,25 % eran amerindios, el 0,33 % eran de otras razas y el 0,25 % eran de una mezcla de razas. Del total de la población el 0,74 % eran hispanos o latinos de cualquier raza.